# Saint-Alban-d'Ay
Saint-Alban-d'Ay è un comune francese di 1 375 abitanti situato nel dipartimento dell'Ardèche della regione dell'Alvernia-Rodano-Alpi.

## Società

### Evoluzione demografica
Abitanti censiti